# Шпрехшталмейстер
Шпрехшталме́йстер або Рингмейстер (нім. Sprechstallmeister; англ. ringmaster) — конферансьє (ведучий) цирку. Є традиційною фігурою в цирку.
Термін застарілий, дослівно перекладається з німецької як «розмовний майстер». Він передбачає ширші обов'язки, ніж просто ведучий. До обов'язків шпрехшталмейстера входить ведення циркової вистави, оголошення артистів, участь у клоунських виступах, нагляд за дотриманням техніки безпеки, організація репетицій тощо. У радянському цирку цю посаду називали «інспектор манежу». Часто шпрехшталмейстери — це в минулому артисти цирку, які вийшли на пенсію.

## Опис
Під час циркової вистави, шпрехшталмейстер виступає в ролі диктора і режисера манежу, проводячи глядачів по виставі подібно ведучому. Він також служить сполучною ланкою між артистами та аудиторією.
Крім того, шпрехшталмейстер часто є опонентом циркових клоунів, особливо „дурного Авгу́ста“, будучи інтегрованим у переважно гумористичні та хаотичні виступи клоунів як дисциплінована та впорядкована особистість.
Конферансьє цирку стали невід'ємною частиною багатьох циркових вистав, вони часто є задіяними в елементах виступів, зокрема клоунів. Їхнім завданням є зробити циркову виставу безперервним дійством. Конферансьє цирку спрямовують увагу публіки в потрібне місце манежу, поки відбувається зміна обладнання. Їхнім традиційним  завданням є оголошення номерів і артистів з використанням гіпербол («найкращий», «найнебезпечніший», «дивовижний» тощо), з метою посилення очікувань публіки.

### Відомі конферансьє цирку
- Олександр Буше
- Завен Мартиросян[4]
- Джим Ровс (Jim Rose) з Jim Rose Circus[en]
- Норман Баррет[es] (Norman Barrett) — відзначений в Книзі рекордів Гіннеса як володар світового рекорду за «найдовшу кар'єру рингмейстера»[5]
- Валерій Глозман[ru]
- Володимир Герцог
- Рудольф Левицький
- Роберт Балановський
- Адольф Альтгоф[he] (Adolf Althoff)

## Міжнародні назви
Назву шпрехшталмейстер (Sprechstallmeister) використовують у Німеччині, Данії та колишніх країнах СРСР. В англомовних країнах використовують термін рингмейстер (Ringmaster). В інших країнах використовують різні терміни, у Франції, наприклад, використовують назву "месйо Лояль" («Monsieur Loyal»), що пов'язано з іменем однієї з перших відомих циркових особистостей Ансельма-П'єра Лояля (1753—1826).

## У маскультурі
У 2-ї серії мініатюрних фігурок від датського виробника іграшок Lego з'явилася фігурка Шпрехшталмейстера.
Олександр Розембаум написав пісню «Пісенька шпрехшталмейстера».